# Salah ad-Din al-Bitar
Salah ad-Din al-Bitar, arab. ‏صلاح الدين البيطار‎ (ur. 1912 w Damaszku, zm. 21 lipca 1980 w Paryżu) – syryjski polityk, jeden z założycieli partii Baas, trzykrotny premier Syrii.

## Życiorys

### Wczesna działalność
Był z pochodzenia muzułmaninem sunnitą. Ukończył studia na Sorbonie. W 1934, po uzyskaniu końcowego dyplomu, wrócił z Francji do Damaszku i podjął pracę nauczyciela matematyki i fizyki w prestiżowej szkole średniej Tadżhiz al-Ula. Tam spotkał się z Michelem Aflakiem, również absolwentem Sorbony i nauczycielem historii. W 1940 razem z nim założył nieformalne koło intelektualistów, które w 1942 przekształcili w niewielką organizację polityczną o nazwie Ruch Odrodzenia Arabskiego. W 1942 al-Bitar porzucił pracę zawodową i skupił się wyłącznie na aktywności politycznej. Podczas gdy Aflak był charyzmatycznym mówcą, al-Bitar zajmował się pisaniem pamfletów, które cieszyły się ogromną popularnością. Brał udział w antyfrancuskich zamieszkach w 1941. Współkierowana przez niego organizacja zmieniła następnie nazwę na Partia Odrodzenia Arabskiego, zaś w 1952 zjednoczyła się z kierowaną przez Akrama al-Hauraniego Arabską Partią Socjalistyczną. Ideologiczną podstawą programu partii stała się sformułowana przez Aflaka ideologia baasizmu.
W czasie dyktatury Adiba asz-Sziszaklego, który zdelegalizował wszystkie partie polityczne, razem z Aflakiem emigrował z kraju do Libanu.

### W Zjednoczonej Republice Arabskiej

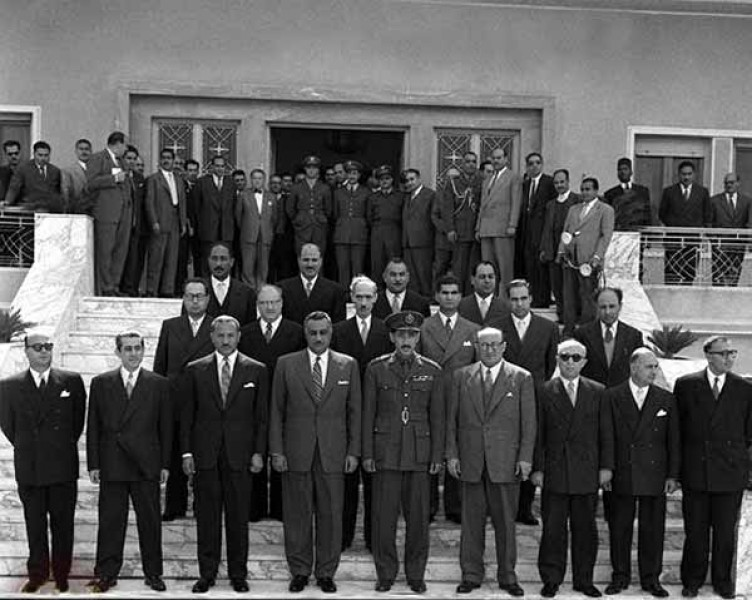
Grupa przywódców egipskich i syryjskich przez pałacem prezydenckim w Damaszku. Salah ad-Din al-Bitar pierwszy z prawej w pierwszym rzędzie

Po powstaniu Zjednoczonej Republiki Arabskiej Aflak i al-Bitar weszli do jej centralnego rządu kierowanego przez prezydenta Egiptu Gamala Abdel Nasera. Z czasem Syryjczycy byli coraz bardziej marginalizowani w egipsko-syryjskiej unii. Gdy w lipcu 1959 w wyborach do lokalnych Rad Narodowych politycy związani z dawną partią Baas ponieśli klęskę, Naser pozbawił Syryjczyków stanowisk rządowych. Taki przebieg wydarzeń doprowadził do rozczarowania unią wśród syryjskich elit politycznych, jak również wśród niższych rangą dawnych działaczy partii Baas. Spadła również popularność twórców partii, których obarczano winą za taki przebieg wypadków.
Gdy zamach stanu ppłk. Abd al-Karima an-Nahlawiego we wrześniu 1961 doprowadził do upadku unii, al-Bitar podpisał się pod listem otwartym grupy syryjskich polityków, w którym cywilne elity „dziękowały” armii za przejęcie władzy. Fakt ten został negatywnie przyjęty przez część dawnych działaczy partii Baas, którzy opowiadali się nie za zerwaniem unii, a za przywróceniem w niej równorzędnej pozycji Egiptu i Syrii. W celu ratowania własnego prestiżu al-Bitar wycofał swój podpis, nie zdołał jednak odzyskać podważonego autorytetu i w późniejszych wystąpieniach publicznych znów głosił konieczność zawarcia nowej unii.

### Po przejęciu władzy przez partię Baas
W nocy z 7 na 8 marca 1963 oficerowie związani z partią Baas przeprowadzili zamach stanu i przejęli władzę w kraju. Na czele przewrotu stanęli oficerowie zrzeszeni w powstałym trzy lata wcześniej tajnym Komitecie Wojskowym - Salah Dżadid, Hafiz al-Asad, Muhammad Umran, Abd al-Karim al-Dżundi, Ahmad al-Mir oraz dokooptowani przez nich do spisku Salim Hatum, Raszid al-Kutajni, Muhammad as-Sufi i Zijad al-Hariri. Nowym organem władzy w kraju została Narodowa Rada Rewolucyjnego Dowództwa, złożona z 12 działaczy partii Baas, ośmiu naserystów i oficerów niezależnych. Aby zatuszować ściśle wojskowy charakter przewrotu i nadać nowej władzy pozory zwykłego demokratycznego gabinetu, Narodowa Rada Rewolucyjnego Dowództwa dokooptowała do swojego składu grupę cywilów, a al-Bitara wyznaczyła na przewodniczącego (premiera). Musiał on jednak realizować politykę dyktowaną przez Komitet Wojskowy. Należał już wówczas do prawego, umiarkowanego skrzydła partii Baas, które w wewnątrzpartyjnej rywalizacji poniosło porażkę, gdyż Komitet Wojskowy hołdował znacznie radykalniejszym lewicowym poglądom. Uczestniczył w nowych negocjacjach z Gamalem Abdel Naserem w sprawie odtworzenia unii syryjsko-egipskiej, wierzył, że wypracowanie porozumienia jest możliwe. Przeciwko naserystom wystąpił jednak Komitet Wojskowy, który na przełomie kwietnia i maja 1963 doprowadził do usunięcia z kluczowych stanowisk w armii oficerów sympatyzujących z naseryzmem.
Na kongresie partii Baas we wrześniu 1963, widząc porażkę swoich umiarkowanych koncepcji, al-Bitar odszedł ze stanowiska premiera. Wrócił na nie po zamieszkach w Hamie w 1964. W jego gabinecie nie było prominentnych wojskowych, do rządu weszli przede wszystkim działacze cywilni związani od lat z Aflakiem i al-Bitarem. Spory między rządem a Komitetem Wojskowym sprawiły, że w październiku 1964 al-Bitar podał się do dymisji. Wkrótce potem został usunięty również z Narodowej Rady Dowództwa Rewolucyjnego.
W listopadzie 1965 dzięki protekcji gen. Amina al-Hafiza, który podjął próbę odsunięcia Komitetu Wojskowego od władzy, stanął na czele rządu po raz trzeci. Jako premier bezskutecznie dążył do zakończenia politycznej aktywności wojskowych.

### Po zamachu stanu w 1966
21 lutego 1966 Salah Dżadid i Hafiz al-Asad przeprowadzili kolejny zamach stanu, obalając al-Hafiza. Po przewrocie grupa działaczy partii Baas sympatyzujących z obalonym generałem została internowana; znalazł się w niej także al-Bitar. W sierpniu 1966 zdołał uciec do Bejrutu. W 1969 został in absentia skazany na karę śmierci, jednak rok później Hafiz al-Asad, już po kolejnym zamachu stanu i przejęciu pełni władzy w Syrii ułaskawił go. Następnie emigrował na stałe do Paryża. Uzyskawszy pomoc finansową z krajów Arabii Wschodniej, założył pismo Arabskie Odrodzenie, na łamach którego krytykował rząd Asada i nawoływał do przywrócenia w Syrii demokracji, praworządności, jak również do zakończenia sytuacji, w której elita polityczna rekrutowała się z mniejszości religijnej - alawitów. W 1978 wrócił na krótko do Syrii i odbył kilkugodzinną rozmowę z al-Asadem, który liczył na pojednanie z nim, które mógłby wykorzystać do celów propagandowych. Al-Asad podejrzewał, że al-Bitar nawiązał kontakty z al-Hauranim i al-Hafizem w celu obalenia jego rządu.
21 lipca 1980 został zamordowany w Paryżu. O zainspirowanie zamachu podejrzewanie były syryjskie służby specjalne, być może z osobistego rozkazu al-Asada.